# 伊藤良一
伊藤 良一（いとう りょういち、1973年6月23日 - ）は、日本のテレビドラマ・映画の助監督。大阪府枚方市生まれ。日本大学藝術学部映画学科卒業。
ディープサイド・東映・円谷プロのアクション・特撮を主に手がけている。また『仮面ライダーW』のセル版DVDの特典映像ミニドラマ『左翔太郎ハードボイルド妄想日記』にて監督デビューを飾っている。

## 監督作品

### テレビ
- ウルトラマンジード（2017年）
- ウルトラマンR/B（2018年）

### DVD
- 仮面ライダーW『左翔太郎ハードボイルド妄想日記』（2010年）※セルDVDの特典映像ミニドラマ
- 戦国BASARA -MOONLIGHT PARTY-『"第10話 outlaws"』（2013年）※セルDVDの特典映像 未放送サイドストーリー

### CM
- ユニクロ『ウルトラライトダウン』（2011年）
- バンダイ『DXジードライザー』『金のウルトラカプセルキャンペーン!!』（2017年）

### インターネット
- 森田涼花の「涼花一押」（2012年、YouTube）

## 助監督作品

### 映画
- ウルトラマンティガ・ウルトラマンダイナ&ウルトラマンガイア 超時空の大決戦（1999年）
- メッセンジャー（1999年）
- 世にも奇妙な物語 映画の特別編「チェス」（2000年）
- みんなのいえ（2001年）
- ウルトラマンコスモス THE FIRST CONTACT（2001年）
- 宣戦布告（2002年）
- ゴジラ×メカゴジラ（2002年）
- CASSHERN（2004年）
- 劇場版 超・仮面ライダー電王&ディケイド NEOジェネレーションズ 鬼ヶ島の戦艦（2009年）
- 劇場版 仮面ライダーディケイド オールライダー対大ショッカー（2009年）
- キラー・ヴァージンロード（2009年）
- 仮面ライダー×仮面ライダー×仮面ライダー THE MOVIE 超・電王トリロジー（2010年）
- 仮面ライダーW FOREVER AtoZ/運命のガイアメモリ（2010年）
- ウルトラマンサーガ（2012年）
- 仮面ライダーフォーゼ THE MOVIE みんなで宇宙キターッ!（2012年）
- 白魔女学園（2013年）
- 劇場版 獣電戦隊キョウリュウジャー ガブリンチョ・オブ・ミュージック（2013年）
- 赤×ピンク（2014年）
- 絶狼-ZERO- -BLACK BLOOD-（2014年）
- 俺たち賞金稼ぎ団（2014年）
- 白魔女学園 オワリトハジマリ（2015年）
- KIRI -「職業・殺し屋。」外伝-（2015年）
- 脳漿炸裂ガール（2015年）
- 仮面ライダー×仮面ライダー ゴースト&ドライブ 超MOVIE大戦ジェネシス（2015年）
- 仮面ライダー1号（2016年）

### ショートムービー
- JAEオリジナル ショートムービー「華麗なる追跡 -Dファイル-」（2015年）

### テレビ
- ウルトラマンティガ（1996年 - 1997年）
- ウルトラマンダイナ（1997年 - 1998年）
- ウルトラマンガイア（1998年 - 1999年）
- ウルトラマンコスモス（2001年 - 2002年）
- ウルトラマンネクサス（2004年 - 2005年）
- ウルトラマンマックス（2005年 - 2006年）
- 牙狼-GARO-（2005年 - 2006年）
- 仮面ライダーカブト（2006年 - 2007年）
- ウルトラマンメビウス（2006年 - 2007年）
- キューティーハニー THE LIVE（2007年 - 2008年）
- 仮面ライダーキバ（2008年 - 2009年）
- 仮面ライダーディケイド（2009年）
- 仮面ライダーW（2009年 - 2010年）
- 満福少女ドラゴネット（2010年）
- 仮面ライダーオーズ/OOO（2010年 - 2011年）
- RUN60（2012年）
- 戦国BASARA-MOONLIGHT PARTY-（2012年）
- 衝撃ゴウライガン!!（2013年）
- 実在性ミリオンアーサー（2014年 - 2015年）
- ウルトラファイトビクトリー（2015年）
- でんぱコネクションフレンチ（2015年）
- 監獄学園-プリズンスクール-（2015年）
- ウルトラファイトオーブ 親子の力、おかりします!（2017年）
- 霊魔の街（2017年 新潟テレビ21）- ラインプロデューサー
- 仮面ライダーゼロワン（2019年 - 2020年）
- 王様戦隊キングオージャー（2023年）
- 仮面ライダーガヴ（2024年 - ）

### Vシネマ
- ウルトラマンティガ外伝 古代に蘇る巨人（2001年）
- 仮面ライダーW RETURNS「仮面ライダーアクセル」「仮面ライダーエターナル」（2011年）
- 鎧武/ガイム外伝 仮面ライダー斬月/仮面ライダーバロン（2015年）
- ドライブサーガ 仮面ライダーチェイサー（2016年）
- 王様戦隊キングオージャーVSドンブラザーズ（2024年）
- 王様戦隊キングオージャーVSキョウリュウジャー（2024年）

### インターネット
- 仮面ライダーゴースト 伝説!ライダーの魂!（2016年）
- ウルトラマンオーブ THE ORIGIN SAGA（2016年 - 2017年）

### ミュージック・ビデオ
- PUNCH LINE!（しょこたん❤でんぱ組）（2015年）

## プロデュース作品

### ドラマ
- アイメイド・マーメイド（2024年、テレビ神奈川） - 制作プロデューサー[1]

## 関連人物
- 雨宮慶太
- 横山誠
- 田﨑竜太
- 坂本浩一
- アベユーイチ
- 白倉伸一郎
- 武部直美
- 塚田英明
- 金田龍
- 金田治
- 竹田道弘
- 井口昇
- 小池達朗
- 野口彰宏